# África Show
El Sport Clube África Show es un equipo de fútbol de la localidad de Rabil en la isla de Boavista. Juega en el Campeonato regional de Boavista.
En el año 2011 quedó campeón de la Copa de Boavista, siendo su único título conseguido hasta la fecha.

## Estadio

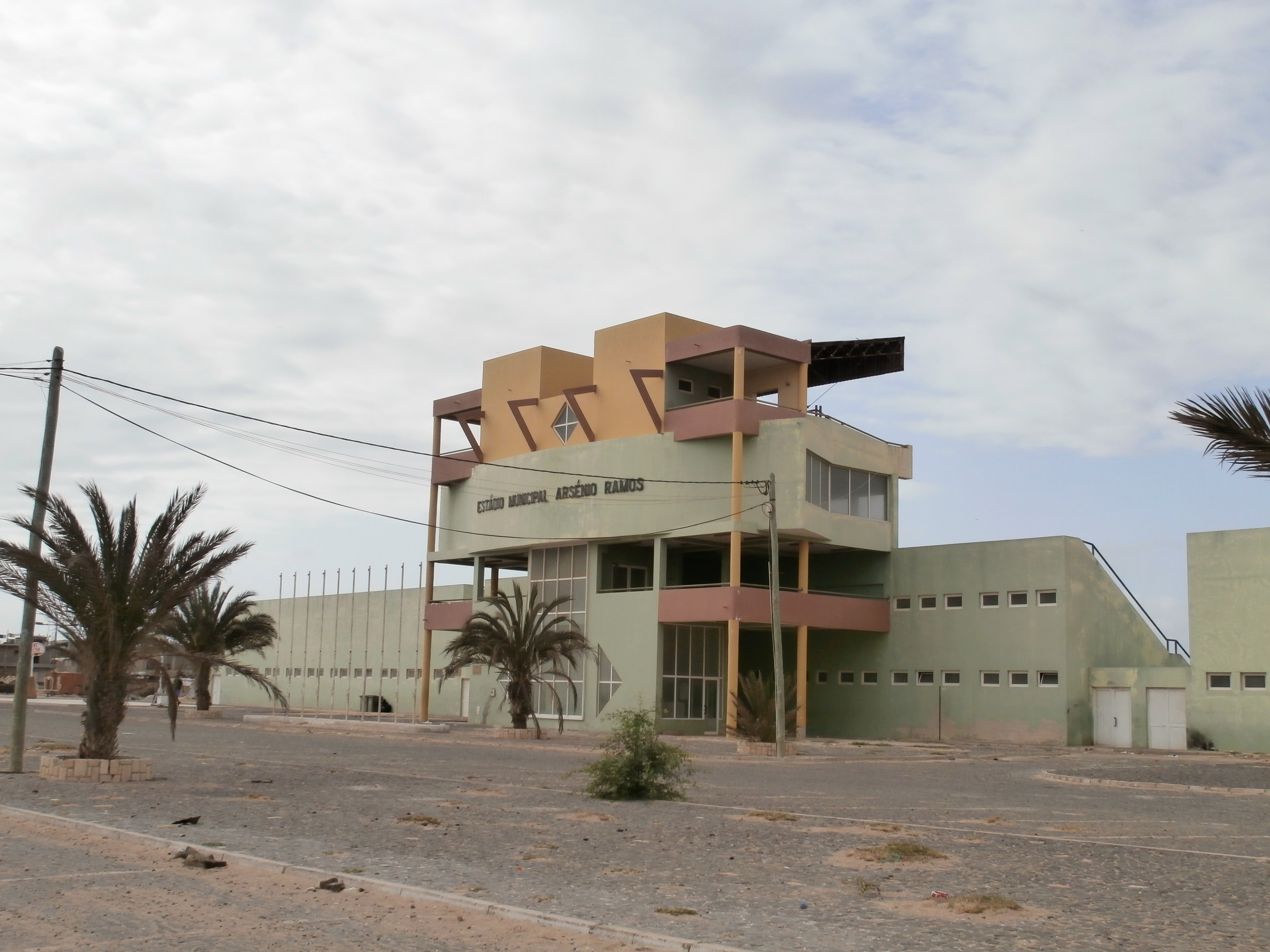
Vista exterior del estadio Arsénio Ramos.

El Sport Club Sal Rei juega en el Estadio Municipal Arsénio Ramos, el cual comparte con el resto de equipos de la isla, ya que en él se juegan todos los partidos del campeonato regional de Boavista, al ser el único que dispone de las condiciones requeridas para la práctica del fútbol. Tiene una capacidad para 3 000 espectadores.

## Palmarés
Copa de Boavista: 1
2011

## Otras secciones y filiales
El club dispone de un equipo femenino